# Elateriospermum tapos
Elateriospermum tapos är en törelväxtart som beskrevs av Carl Ludwig von Blume. Elateriospermum tapos ingår i släktet Elateriospermum och familjen törelväxter. Inga underarter finns listade i Catalogue of Life.